# Остров Принца Уэльского (Канада)
Остров Принца Уэльского (англ. Prince of Wales Island) — остров в Канадском Арктическом архипелаге, часть территории Нунавут. Открыт в 1851 году. При площади 33 339 км² восьмой по площади остров архипелага.

## География

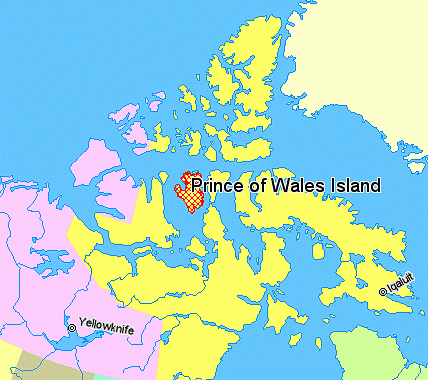
Расположение острова Принца Уэльского в Канадском Арктическом архипелаге

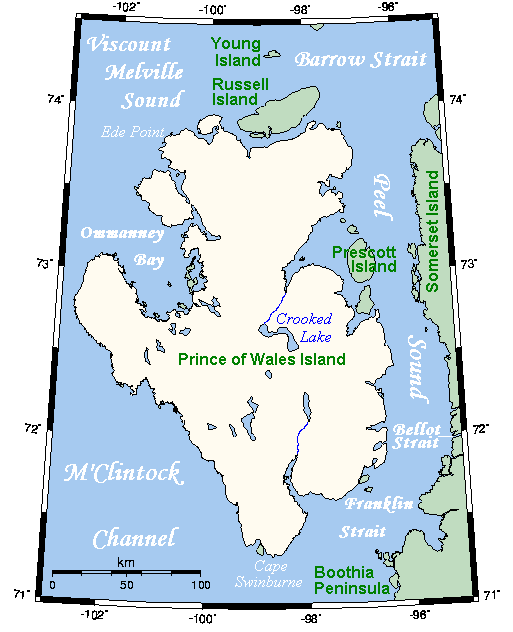
Карта острова Принца Уэльского

Остров Принца Уэльского входит в Канадский Арктический архипелаг, административно являясь частью административных регионов Кикиктани (Баффин) и Китикмеот территории Нунавут. На юго-западе его отделяет от острова Виктория пролив Мак-Клинток, а на востоке от острова Сомерсет — проливы Пил и Франклин. Юго-восточнее острова лежит полуостров Бутия; на севере остров Принца Уэльского омывается проливом Барроу и отделяется от островов Мелвилл и Батерст проливом Вайкаунт-Мелвилл.
Остров достигает 310 км в длину и от 65 до 210 км в ширину. Площадь 33 339 км², остров занимает 40-е место по площади в мире и 10-е в Канаде. Длина береговой линии 2576 км. Рисунок береговой линии нарушают далеко вдающиеся в сушу заливы Омманни (на западе) и Браун (на востоке).
Северная часть острова холмистая. Высота над уровнем моря, согласно Канадской энциклопедии, до 415 м, а согласно альпинистскому сайту Peakbagger.com — 424 м (высота Харди-Доум). Остальная часть острова представляет собой равнину с небольшими плавными перепадами высот.
Сложен остров Принца Уэльского в основном осадочными породами, в первую очередь известняками, а в районе северных низменностей — палеозойскими карбонатными породами. Большая часть острова покрыта толстым слоем наносов, главным образом моренных, датируемых временем Висконсинского оледенения. Значительную часть осадков составляют докембрийские обломочные породы с Канадского щита, а также из формации Пил-Саунд, лежащей главным образом к юго-востоку от острова (нижне- и среднедевонские отложения, характерные для формации Пил-Саунд, формируют полосу длиной до 150 миль и шириной до 10 миль вдоль восточного побережья острова). Неледниковые наносы, по всей видимости, относятся к сангамонскому межледниковому периоду. В равнинной части северного региона господствуют перемешанные арктические почвы, на юго-западе — перемешанные и статичные, под которыми залегает вечная мерзлота со средним или высоким содержанием льда.
Среднегодовая температура в северной части острова около −15,5 °C, средняя температура в летние месяцы 1 °C, в зимние −30,5 °C. Годовая норма осадков — 100—150 мм. Анализ органических осадков показывает, что климат острова переживал период похолодания в период с 1080 по 1915 год. Наиболее низкие температуры характеризуют отрезок с 1800 по 1915 год, после чего в течение XX века температура поднималась.

## Растительность и животный мир
Остров Принца Уэльского вместе с большей частью Канадского арктического архипелага входит в североамериканский экологический регион, определяемый Всемирным фондом дикой природы как полярная тундра (англ. Middle Arctic tundra). В основном характер растительности соответствует арктической пустыне и полупустыне, однако встречаются (главным образом на востоке острова) широкие долины с более обильной растительностью. Низменные части в северной половине острова характеризуются редкой растительностью, в первую очередь представленной мхами, а также низкорослыми травянистыми и кустарниковыми растениями (камнеломка супротивнолистная, мак полярный, различные виды дриад, кобрезий и осоковых). На юго-западе растительный покров прерывистый, с преобладанием камнеломки, ивы арктической и дриад, встречаются также лисохвост и ожика. Во влажных районах сплошной растительный покров образуют мхи, осоковые, камнеломки и пушица. С потеплением климата в последнее столетие в южной части острова шире распространились ива арктическая и ива Ричардсона.
Широко распространены овцебыки, в особенности в северо-восточной части острова. Часто встречаются также карибу Пири (Rangifer tarandus pearyi) — в основном на севере. Среди других животных равнинной части острова — арктический беляк, песец, белый медведь; в водах вокруг острова встречаются тюлени и киты. Распространены морские и водоплавающие птицы, среди хищных птиц — полярная сова.

## История исследования
Возможно, что первым европейским мореплавателем, наблюдавшим остров, стал 24 августа 1819 года Эдвард Парри. В этот день его корабль оказался в виду мыса Уокер — крайней точки острова Расселл непосредственно на север от острова Принца Уэльского, — и за этим мысом Парри видел «очертания земли», но не смог определить, насколько она велика. В 1849 году Джеймс Кларк Росс нанёс на карты часть восточного побережья острова, которую наблюдал через пролив Пил.
Остров открыт в 1851 году санными партиями под руководством Фрэнсиса Мак-Клинтока, ведшими поиск пропавшей экспедиции Франклина. Спасательная партия под руководством Эрасмуса Омманни, пересёкшая пролив Барроу, в апреле 1851 года спустилась на юг вдоль западного побережья острова до залива, получившего имя Омманни, а группа Шерарда Осборна, проследовала на юг ещё дальше, дойдя до 72° с. ш. В это же время группа Уильяма Брауна, обследуя восточное побережье, дошла до острова Пандора. В том же году Горацио Остин дал острову имя Принца Уэльского в честь наследника британского престола Альберта Эдварда (в будущем король Эдвард VII).
В 1852 году остров Принца Уэльского был обследован спасательной экспедицией под командованием Уильяма Кеннеди. Кеннеди стал первым, кто пересёк остров, совершив свой переход между заливом, ныне носящим его имя, и заливом Омманни. Позже он проследовал вдоль восточного побережья острова на север от залива Браун, дойдя до мыса Уокер. Южный берег острова от залива Янг до мыса Ричард был нанесён на карты в 1859 году в ходе очередной экспедиции Мак-Клинтока.